# Listă de actori americani (U-Z)
Aceasta este o listă de actori din Statele Unite ale Americii (U-Z):

Cuprins: Început - 0–9 A B C D E F G H I J K L M N O P Q R S T U V W X Y Z

## U
Alanna Ubach -  Bob Uecker -  Ricky Ullman -  Skeet Ulrich -  Blair Underwood - Robert Urich

## V
Brenda Vaccaro - Mathew Valencia - Gary Valentine - Karen Valentine - Valda Valkyrien - Rudy Vallee - Amber Valletta - Lee Van Cleef - Nichole Van Croft - James Van Der Beek - Casper Van Dien - Mamie Van Doren - Barry Van Dyke - Dick Van Dyke - Jerry Van Dyke - Jo Van Fleet - Dick Van Patten - Joyce Van Patten - Richard Van Vleet - Anneliese van der Pol - Vivian Vance - Courtney B. Vance - Jacob Vargas - Jim Varney - Lisa Marie Varon - Diane Varsi - Michael Vartan - Roberta Vasquez - Robert Vaughn - Vince Vaughn - Ron Vawter - Makenzie Vega - Reginald VelJohnson - Karen Velez - Diane Venora - Milo Ventimiglia - Jesse Ventura - Jerry verDorn - Billy Vera - Tom Verica - Petra Verkaik - Irene Vernon - Victoria Vetri - Yvette Vickers - Victoria Chaplin - Michelle Vieth - Robert G. Vignola - Pruitt Taylor Vince - Frank Vincent - Jan-Michael Vincent - June Vincent - Mary Ann Vincent - Kira Vincent-Davis - Nana Visitor - Viva (Warhol Superstar) - Darlene Vogel - Jon Voight - Jenna von Oÿ - Lark Voorhies - Lindsey Vuolo -

## W
Lyle Waggoner - Chuck Wagner - Jane Wagner - Lindsay Wagner - Natasha Gregson Wagner - Robert Wagner - Donnie Wahlberg - Becky Wahlstrom - David Wain - Loudon Wainwright III. - Tom Waits - Mark L. Walberg - Robert Walden - Janet Waldo - Christopher Walken - Clint Walker - Helen Walker - Kim Walker - Nancy Walker - Paul Walker - Robert Hudson Walker - Robert Walker mlajši - Sydney Walker - Jean Wallace - James William Wallack - Deborah Walley - Camryn Walling - M. Emmet Walsh - J. T. Walsh - Kate Walsh - Matt Walsh - Ray Walston - Walter Emmanuel Jones - Jessica Walter - Lisa Ann Walter - Melora Walters - Zoe Wanamaker - Garrett Wang - Patrick Warburton - Burt Ward - Fannie Ward - Fred Ward - Larry Ward - Maitland Ward - Megan Ward - Sela Ward - Selwyn Ward - Herta Ware - Marlene Warfield - Julie Warner - Chris Warren mlajši - Kiersten Warren - Lesley Ann Warren - Sharon Warren - Ruth Warrick - Denzel Washington - Kerry Washington - Vernon Washington - Ed Wasser - Gedde Watanabe - Sam Waterston - Midori (porno zvezda) - Barry Watson - Muse Watson - Damon Wayans - Kellie Waymire - David Wayne - John Wayne - Michael Weatherly - Shawn Weatherly - Frank Weatherwax - Rudd Weatherwax - Blayne Weaver - Dennis Weaver - Doodles Weaver - Fritz Weaver - Sigourney Weaver - Chloe Webb - Clifton Webb - Jack Webb - Diane Webber - Amy Weber - Virginia Weidler - Teri Weigel - Scott Weinger - Michael T. Weiss - Johnny Weissmuller - Bruce Weitz - Michael Welch - Raquel Welch - Tahnee Welch - Tuesday Weld - Frank Welker - Peter Weller - Mel Welles - Orson Welles - Tom Welling - Claudia Wells - Dawn Wells - George Wendt - Alexandra Wentworth - Devon Werkheiser - Adam West - Mae West - Maura West - Carrie Westcott - James Westerfield - Jack Weston - Michael Weston - Frank Whaley - Justin Whalin - Wil Wheaton - Bert Wheeler - Lisa Whelchel - Forest Whitaker - Johnny Whitaker - David A.R. White - David White (actor) - Alice White - Betty White - Bo White - De'voreaux White - Jesse White (actor) - John Sylvester White - Karen Malina White - Mike White - Pearl White - Richard White (actor) - Thelma White - Bradley Whitford - Napoleon Whiting - Mae Whitman - Stuart Whitman - James Whitmore - James Whitmore mlajši - Grace Lee Whitney - Jeff Whitty - Mary Wickes - Richard Widmark - Jane Wiedlin - Dianne Wiest - Larry Wilcox - Lisa Wilcox - Olivia Wilde - Cornel Wilde - Kathleen Wilhoite - Adrienne Wilkinson - Kimberly Williams - Fred Willard - William Finley (actor) - Kathlyn Williams - Clarence Williams III. - Anson Williams - Barbara Williams - Barry Williams - Bill Williams (actor) - Caroline Willams - Cindy Williams - Esther Williams - Gareth Williams (actor) - JoBeth Williams - Kelli Williams - Kellie Shanygne Williams - Michelle Williams (actor) - Michelle Williams (pevka) - Paul Williams (pevec) - Robin Williams - Stacey Williams - Steven Williams - Treat Williams - Tyler James Williams - Van Williams - Zelda Williams - Noble Willingham - Rumer Willis - Bruce Willis - Dave Willis - Bridgette Wilson - Demond Wilson - Lewis Wilson - Lois Wilson (actriță) - Luke Wilson - Mara Wilson - Owen Wilson - Rita Wilson - Thomas F. Wilson - Camille Winbush - William Windom (actor) - Debra Winger - Wally Wingert - Jason Wingreen - Marissa Jaret Winokur - Michael Winslow - Mary Elizabeth Winstead - Matt Winston - Edward Winter - Dean Winters - Gloria Winters - Shelley Winters - Ray Wise - Jane Withers - Reese Witherspoon - Alicia Witt - Holly Witt - Cherie Witter - Samuel Witwer - Scott Wolf - Jane Wolfe - Ignatius Wolfington - Louis Wolheim - Anna May Wong - B.D. Wong - Russell Wong - Ira David Wood IV. - Wood Harris - Cynthia Wood - Elijah Wood - Evan Rachel Wood - Matthew Wood - Natalie Wood - Nicole Wood - Alfre Woodard - Shailene Woodley - James Woods - Nan Woods - Joanne Woodward - Sheb Wooley - Monty Woolley - Robert Woolsey - Tom Wopat - Jo Anne Worley - Mary Woronov - Fay Wray - Amy Wright - Jeffrey Wright - Katie Wright - Max Wright - Sarah Wright - Steven Wright - Teresa Wright - Robin Wright Penn - Kari Wührer - Jane Wyatt - Noah Wyle - Jane Wyman - Victoria Wyndham - Keenan Wynn - Amanda Wyss - 

## Y
Jeff Yagher - Cori Yarckin - Michael Yarmush - Amy Yasbeck - Patti Yasutake - Carrie Yazel - Susan Yeagley - Dick York - Kathleen York - Morgan York - David Yost - Tina Yothers - Alan Young - Burt Young - Clara Kimball Young - Gig Young - Julianna Young - Loretta Young - Nedrick Young - Sean Young - Harris Yulin - Victor Sen Yung - 

## Z
William Zabka - Pia Zadora - Steve Zahn - Joe Zaso - Cara Zavaleta - Renée Zellweger - Susanne Zenor - Anthony Zerbe - Chip Zien - Nikki Schieler Ziering - Madeline Zima - Efrem Zimbalist mlajši - Joseph Paul Zimmerman - Chuck Zito - Jessica Zucha - Gilbert Lani Kauhi - Daphne Zuniga - 